# فرانيسكا (بوسانسكا كروبا)
فرانيسكا ( الصربية السيريلية Врањска) هي قرية في البوسنة والهرسك. وهي تقع في بلدية بوزانسكا كروبا التابعة لكانتون يونا-سانا في اتحاد البوسنة والهرسك. طبقا لنتائج تعداد البوسنة عام 2013 فقد كان عدد سكانها 135 نسمة. 

## التركيبة السكانية

### التطور التاريخي للسكان
| 1961 | 1971 | 1981 | 1991 | 2013 |
| ---- | ---- | ---- | ---- | ---- |
| 682  | 629  | 535  | 553  | 135  |

## وصلات خارجية
- (بالإنجليزية) Maplandia